# Bureau of Alcohol, Tobacco, Firearms and Explosives
Bureau of Alcohol, Tobacco, Firearms and Explosives (tradus Biroul pentru alcool, tutun, arme de foc și explozivi), denumit și ATF sau BATFE, este o agenție națională de aplicare a legii din cadrul Departamentului de Justiție al Statelor Unite. Responsabilitățile sale includ investigarea și prevenirea infracțiunilor federale care implică utilizarea, fabricarea și deținerea ilegală de arme de foc și explozibili, acte de incendiere și atentate cu bombă, traficul ilegal și evaziunea fiscală de alcool și produse din tutun. ATF reglementează, de asemenea, prin acordarea de licențe, vânzarea, deținerea și transportul de arme de foc, muniție și explozibili în comerțul interstatal. Multe dintre activitățile ATF sunt desfășurate în colaborare cu grupuri operative formate din ofițeri de aplicare a legii de stat și locali, cum ar fi Project Safe Neighborhoods. ATF operează un laborator unic de cercetare a incendiilor în Beltsville, Maryland, unde pot fi reconstruite machete la scară largă ale incendiilor criminale. Agenția este condusă de Marvin Richardson, director interimar. Richardson a ocupat anterior funcția de director adjunct asociat și director de operațiuni, al doilea oficial de rang înalt la ATF, din octombrie 2019 până în iunie 2021. ATF are 5.101 angajați și un buget anual de 1,274 miliarde de dolari (2019).